# カンナ 戸隠の殺皆
『カンナ 戸隠の殺皆』（カンナ とがくしのさつかい）は、高田崇史による日本の推理小説。カンナシリーズの第5作である。

## 出版履歴
- 2010年：講談社ノベルス、ISBN 978-4-06-182703-5
- 2013年：講談社文庫、ISBN 978-4-06-277544-1

## あらすじ
甲斐、貴湖、竜之介の3人は半月前に水沢で諒司が残した言葉を頼りに戸隠へ向かうが、山中で車が故障してしまう。3人は、偶然発見した「隠岩戸宮」の宮司に頼み、一晩本殿に泊めてもらうことになったのだが…。

## 登場人物

### 主要登場人物
鴨志田 甲斐 (かもしだ かい)
主人公。前作で諒司に裏切られたが、彼が残したわずかな手がかりをたどって戸隠へ向かうこととなる。
中村 貴湖 (なかむら たかこ)
ヒロイン。半ば強引に甲斐と共に戸隠へ向かう計画を立てる。
柏木 竜之介 (かしわぎ りゅうのすけ)
甲斐の友人。貴湖の頼みで、自前の車で戸隠へ向かうが突然の濃霧で車が山道から滑落し、故障してしまう。

### 隠岩戸宮の関係者
杉谷 怜一（すぎたに れいいち）
隠岩戸宮の宮司。只者ではない雰囲気を漂わせる。
杉谷 宏美（すぎたに ひろみ）
怜一の妻。丸顔でふくよかな体形。甲斐たちに対して冷ややかな態度をとる。
水無瀬  紅葉（みなせ くれは）
隠岩戸宮の巫女。20代前半の美女。

## 用語
隠岩戸宮（かくれいわとのみや）
戸隠山中の旧国幣社。主祭神は天手力男命。両部鳥居と大きな権現造りの本殿が特徴。